# Olivrücken-Bartvogel
Der Olivrücken-Bartvogel (Capito aurovirens), auch Trauerbartvogel genannt, ist eine Vogelart aus der Familie der Amerikanischen Bartvögel (Capitonidae). Er ist nicht mit dem zu den Afrikanischen Bartvögeln gehörenden Trauerbartvogel (Gymnobucco bonapartei) identisch. Der Olivrücken-Bartvogel kommt in Südamerika vor. Er ist ein kräftig gebauter Vogel mit einem kurzen, kräftigen Schnabel.
Die IUCN stuft die Art als nicht gefährdet (least concern) ein.

## Erscheinungsbild
Die Männchen erreichen eine Flügellänge von 8,1 bis 9,1 Zentimetern, die Schwanzlänge beträgt 5,8 bis 7,3 Zentimeter und der Schnabel wird zwischen 1,9 und 2,4 Zentimeter lang. Weibchen weisen vergleichbare Körpermaße auf.
Die Männchen sind von der Stirn bis zum Nacken rot, ein schmaler weißer Streif verläuft zwischen der Stirn und dem Schnabelansatz. Die Augenregion ist grünlich schwarz, die Ohrdecken und die Halsseiten sind dunkel olivgrün. Der Rücken ist bis zum Bürzel olivgrün. Der bräunlich olivfarbene Schwanz ist leicht gestuft, auf der Schwanzoberseite sind die Federschäfte bräunlich, auf der Schwanzunterseite sind sie matt cremefarben. Das Kinn ist weißlich, die Kehle und die Brust sind goldgelb bis orangegelb. Die Körperseiten und die Flanken sind olivgrün, der Bauch ist heller graugelb. Die Augen sind rotbraun bis orangerot. Die Beine sind grau. Weibchen unterscheiden sich von den Männchen durch das Fehlen des roten Kopfgefieders. Bei ihnen ist der Kopf bis zum Nacken cremefarben. Brust und Kehle sind etwas gelblicher als bei den Männchen.

## Verbreitungsgebiet und Lebensweise
Der Olivrücken-Bartvogel kommt in den Tiefebenen östlich der Anden vor. Das Verbreitungsgebiet reicht vom Süden Kolumbiens über den Osten Ecuadors bis etwa zur Mitte Perus und den Nordwesten Brasiliens bis zum Rio Negro und dem Amazonas bis nach Tefé. Der Lebensraum sind die Tiefebenen, in einigen Tälern am Fuß der Anden kommt er aber auch noch in Höhenlagen von 500 bis 600 Metern vor. Grundsätzlich hält er sich in der Nähe von Wasser auf. Er besiedelt unter anderem die Várzea, sumpfige Wälder in Überschwemmungsregionen. Er besiedelt nicht nur Primärwald, sondern auch hohe, dicht gewachsene Sekundärwälder. Das Verbreitungsgebiet überlappt etwas mit dem des Tupfenbartvogels (Capito niger), der aber grundsätzlich trockenere Regionen als der Olivrücken-Bartvogel besiedelt. 
Wie für Bartvögel typisch machen Früchte und Beeren einen großen Teil der Nahrung aus, er frisst aber auch Insekten. Über die Fortpflanzungsbiologie dieser Art ist bis jetzt nichts bekannt.

## Belege

### Weblink
- Capito aurovirens in der Roten Liste gefährdeter Arten der IUCN 2013.2. Eingestellt von: BirdLife International, 2012. Abgerufen am 2. Februar  2014.